# Sôber
I Sôber sono un gruppo musicale alternative rock spagnolo originario di Madrid e attivo dal 1994 al 2005 e poi nuovamente dal 2010.

## Formazione
Attuale
- Carlos Escobedo - voce, basso
- Jorge Escobedo - chitarra
- Antonio Bernardini - chitarra
- Manu Reyes - batteria (dal 2010)

Ex membri
- Elías Romero - batteria (1994-1998)
- Luis Miguel Planelló - batteria (1998-1999)
- Alberto Madrid - batteria (1999-2005; deceduto)

## Discografia
- 1997 - Torcidos
- 1999 - Morfologia
- 2001 - Synthesis
- 2002 - Paradÿsso
- 2003 - Backstage 02/03
- 2004 - Reddo
- 2005 - Grandes Éxitos 1994–2004
- 2010 - De aquí a la eternidad
- 2011 - Superbia
- 2014 - Letargo
- 2016 - Vulcano